# Jan Skulski (oficer)
Jan Skulski (ur. 1 marca 1895 w Krasnymstawie, zm. 29 listopada 1971 w Londynie) – kapitan artylerii Wojska Polskiego.

## Życiorys
Urodził się 1 marca 1895 w Krasnymstawie. Podczas I wojny światowej był oficerem I Korpusu Polskiego w Rosji. U kresu wojny w listopadzie 1918 uczestniczył w obronie Lwowa podczas wojny polsko-ukraińskiej jako chorąży w Odcinku VI. Pododcinek- Rzęsna Polska. Następnie brał udział w wojnie polsko-bolszewickiej. Po odzyskaniu przez Polskę niepodległości 1918 został przyjęty do Wojska Polskiego. Został awansowany do stopnia porucznika artylerii ze starszeństwem z dniem 1 czerwca 1919. W latach 20. pozostawał oficerem 5 pułku artylerii polowej, stacjonującego w garnizonie Lwów. Został awansowany do stopnia kapitana w artylerii ze starszeństwem z dniem 1 dniem stycznia 1927. W 1928 był dowódcą 8. baterii 5 pułku artylerii polowej. W marcu 1930 został przeniesiony z 5 pap do Dowództwa Okręgu Korpusu Nr IV w Łodzi.
Zmarł 29 listopada 1971 w Londynie.

## Odznaczenia
- Krzyż Walecznych
- Srebrny Krzyż Zasługi – 1938 „za zasługi w służbie wojskowej”[13]